# Auberge (Cavalieri Ospitalieri)
L'auberge era un edificio in cui alloggiavano i Cavalieri Ospitalieri appartenenti ad una stessa langue (in italiano "lingua"), cioè alla stessa zona di provenienza etno-linguistica.
Quando nel XIV secolo venne istituito il sistema delle langue vi erano sette suddivisioni:
- le lingue galloromanze erano suddivise nelle langue di Alvernia, Francia e Provenza;
- le lingue ibero-romanze erano racchiuse nella langue d'Aragona;
- le lingue italo-dalmate erano racchiuse nella langue d'Italia;
- le lingue delle isole britanniche erano racchiuse nella langue d'Inghilterra;
- le lingue dell'Europa germanica erano racchiuse nella langue dei Germani e comprendeva il Sacro Romano Impero, comprese le sue parti di lingua slava, la Scandinavia, l'Ungheria e la Polonia.

Nel 1462 la langue di Castiglia, León e Portogallo fu divisa da quella di Aragona diventando così l'ottava langue.
A metà del XVI secolo la langue d'Inghilterra venne sciolta in seguito alla Riforma inglese e per questa ragione, mentre a Vittoriosa si trovava un Auberge d'Angleterre, a La Valletta erano presenti 7 auberge, di cui solo quattro sono sopravvissuti alla seconda guerra mondiale: l'Auberge de Castille in stile rinascimentale e barocco (oggi residenza dell'ufficio del primo ministro di Malta), l'Auberge d'Auvergne (oggi sede della Corte Suprema di Malta), l'Auberge d'Italie, che fu sede della Congregazione delle Galee e l'Auberge de Provence (che oggi ospita il Museo nazionale d'archeologia).
La langue d'Inghilterra venne reintegrata nel 1784 dal gran maestro Emmanuel de Rohan-Polduc come langue anglo-bavarese, che comprendeva anche i cavalieri bavaresi e polacchi, ed era ospitata nell'Auberge de Bavière di La Valletta, inizialmente costruito come palazzo privato. 
Le langue vennero sciolte quando l'Ordine fu espulso da Malta a seguito dell'occupazione francese del 1798 e nel XIX secolo il sistema delle langue venne definitivamente sostituito dai gran priorati e dalle associazioni nazionali.
La concattedrale di San Giovanni a La Valletta, costruita come chiesa conventuale dell'Ordine, contiene 8 cappelle, una per ciascuna delle lingue parlate nell'Ordine.